# Sant Pere de Vilamajor
Sant Pere de Vilamajor è un comune spagnolo di 2 809 abitanti situato nella comunità autonoma della Catalogna.